# السفن المقابر

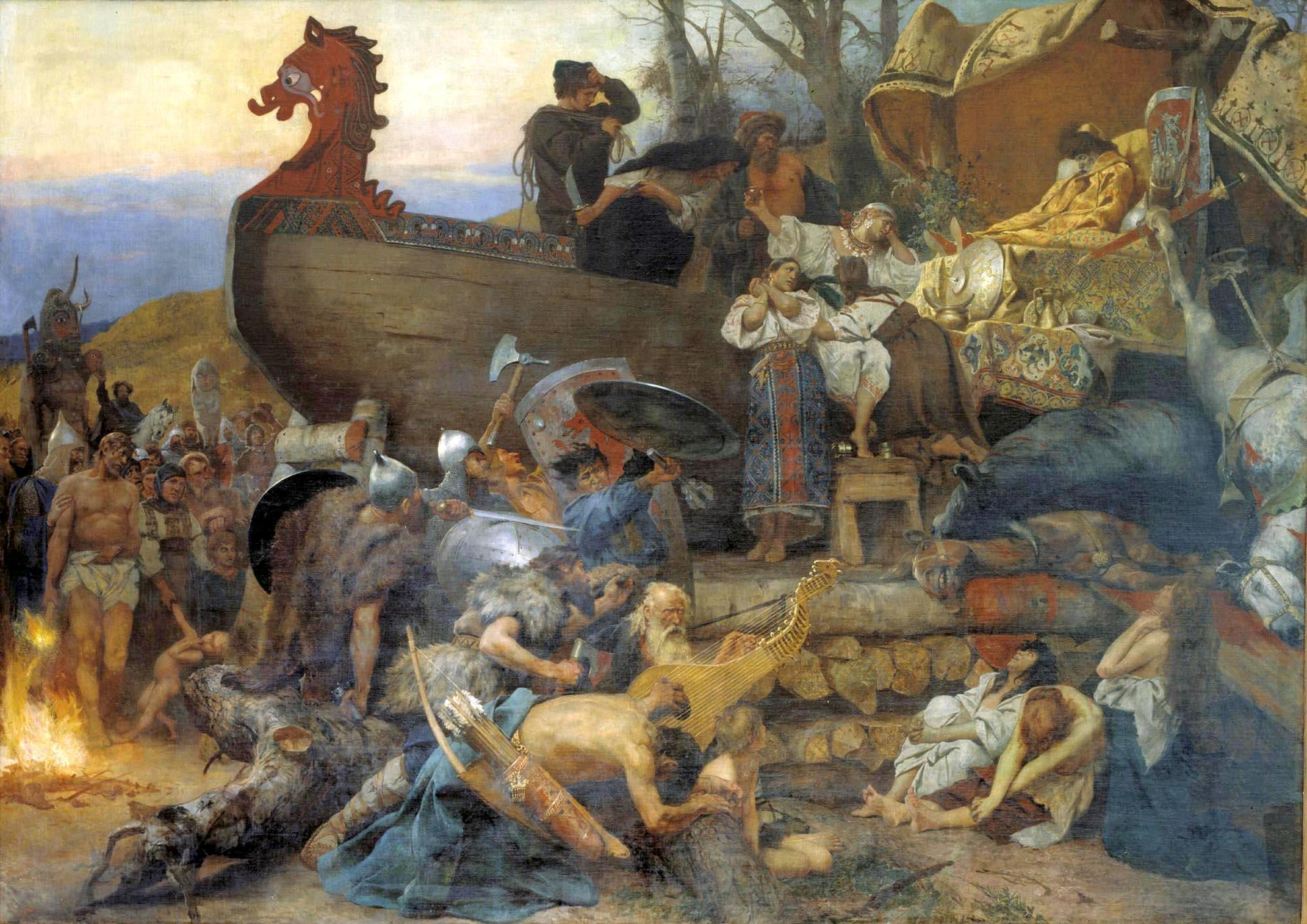
سفينة مقبرة لإيغور بن روريك في عام 945 (رسمها هينريك سايميرادزيكي (1843-1902))

تنشأ السفن المقابر أو القارب المقبرة لتحمل الموتى وكنوز مقابرهم أو تكون بمثابة جزء من كنوز المقابر ذاتهم. إذا كانت السفينة صغيرة جدًا فتسمى القارب المقبرة. الجرمانيون هم من استخدموا طريقة الدفن هذه وخصيصًا أهل عصر الفايكنج في مراسم دفن.
تصفح (فن الشعائر الجنائزية)